# THE RAYSUM
THE CLUB golf village（ザ・クラブ　ゴルフ・ヴィレッジ）は、群馬県安中市安中に広がるゴルフ場である。

## 概要
レーサムゴルフ&スパリゾートは、新たなゴルフ場建設に向け、株式会社上毛新聞と佐鳥グループがゴルフ場経営に乗り出したことに始まる。
1985年（昭和60年）7月、「株式会社群馬プレスカントリークラブ」を設立、1989年（昭和64年）、9月コース造成に着手、ゴルフ場の名称は「プレスカントリークラブ」、コース設計はデニス・グリフィス社が行い、1993年（平成5年）5月18日、18ホール規模のゴルフ場が開場された。
その後、2003年（平成15年）4月25日、株式会社群馬プレスカントリークラブは、民事再生法の適用を申請したが、「株式会社レーサム」の子会社「株式会社アセット・ホールディングス」に営業譲渡され運営している。
2008年（平成20年）4月1日、ゴルフ場名が、「レーサムゴルフ&スパリゾート」に名称変更された。
2019年（令和元年）秋頃より開始された大規模リニューアルプロジェクトにより、コースのみならずアプローチエリア、練習場、クラブハウス、ゴルフカート、レストラン、スパ、温泉施設など細部に至るまで一新され、2021年（令和3年）4月1日、ゴルフ場名が、「THE RAYSUM」へと名称変更された。
また、この大規模なリニューアルプロジェクトは、バンズシティ株式会社の代表取締役、道祖修二氏が率いる6名のバンズシティ社のメンバーでその全てがディレクションされている。株式会社レーサムからの要請により、道祖氏が運営会社アセット・ホールディングスの代表取締役に着任。衰退産業と呼ばれるゴルフ場経営の全体像を見直し、新たなコンセプトを掲げて抜本的な改革に着手する。
道祖氏が率いるチームは、開発・設計・施工管理を含めた建築のディレクション、人材教育・組織再編・人事制度の構築・経理財務・飲食メニューのアップデートなど経営面のディレクション、ゴルフコースにおいてはオリジナリティ溢れるカートのレストアからオリジナルフラッグの製造までをディレクションしている。その他、館内に設置されている全ての家具、調度品・建材、ショップリスト、アメニティなど数千点に亘る設置品のセレクト、館内の様々な場所に描かれている本格的なグラフィティアートのディレクションも同プロジェクトチームによって行われた。敷地内にハーブや野菜が育つ農場と、毎朝産みたての卵が採れる養鶏場を新設。自家製の新鮮で安全な食材を来場者に提供するレストランスタイルも道祖氏によるアイデアで実現されている。浴場のリニューアルに関しては、日本国内ではここにしかない「球体サウナ」を創るなど、THE RAYSUMは来場者に驚きと感動を与える日本国内最高峰のエグゼクティブなゴルフ場へと変貌を遂げた。THE RAYSUMは道祖修二氏のディレクション無くして実現しなかった再建プロジェクトとして様々な業界から注目されており、ゴルフ業界の常識をはるかに超えた再建手法は、ゴルフ業界に関わらず観光やアパレル、建築など様々な分野の業界で新しい価値づくりのニューノーマルとして強い影響を与えている。
2023年（令和5年）5月12日、「THE CLUB golf village」に改称するとともに、100億円規模の追加投資を発表。会員制度を大きく刷新し、活気と友情に溢れるゴルフプレイヤーが集まるヴィレッジ形成を目指す。
日本のプロゴルフメジャー大会の1つ、日本プロゴルフ協会主催競技でもあり、日本選手権大会に相当する、日本プロゴルフ選手権大会などの大会開催の実績があり、2022年10月には全く新しいスタイルのジャパンゴルフツアー「For The Players, By The Players」を開催。プロ選手やJGTOと先10年ともに成長し続ける大会として注目をされている。

## 所在地
〒379-0116 群馬県安中市安中5853番地

## コース情報
- 開場日 - 1993年5月18日
- 設計者 - デニス・グリフィス社
- 面積 - 1,440,000m2（約43.5万坪）
- コースタイプ - 丘陵コース
- コース - 18ホールズ、パー72、7,162ヤード、コースレート73.8
- グリーン - 1グリーン、ベント（ペンクロス）
- フェアウエイ - コーライ
- ラフ - ノシバ
- プレースタイル - 乗用カート(5人乗り)、リモコン式、キャディ・セルフ選択可
- 練習場 - 17打席 330ヤード（コース球使用）
- 休場日 - 年中無休 [3][4]

## ギャラリー
- Golf - 「THE CLUB golf village」、ゴルフ
- Restaurant - レストラン
- Spa resort - 「Spa馨花」、スパ

## 交通アクセス
鉄道
- JR北陸新幹線 - 安中榛名駅よりタクシー利用 約10分

道路
- 関越自動車道 - 前橋ICより 約35分
- 上信越自動車道 - 松井田妙義ICより 約30分[5]

## プロツアー開催歴
- 2008年（平成20年） - 第76回 日本プロゴルフ選手権大会開催[6]
- 2022年（令和4年）10月 -第1回「For The Players, By The Players」開催